# Derby Edynburga w piłce nożnej
Derby Edynburga (ang. Edinburgh derby) – mecze rozgrywane z udziałem dwóch drużyn z Edynburga: Heart of Midlothian F.C. oraz Hibernian F.C.

## Konteksty
Tak jak podczas Old Firm, tak samo podczas derbów Edynburga nie brak podtekstów religijnych.
Hibernian, podobnie jak Celtic F.C. to klub utożsamiany z katolicką częścią szkockiego społeczeństwa, natomiast Hearts uważani są za klub typowo protestancki. Niekiedy można się także spotkać z określeniem "mini-Rangers" w stosunku do Heart of Midlothian F.C. Duże znaczenie ma również fakt, że podobnie jak Celtic, Hibernian reprezentuje społeczność irlandzkiego pochodzenia w Szkocji; związane są z tym również barwy i symbolika użyta w godle tego klubu, a nawet jego nazwa (Hibernia to łacińska nazwa Irlandii).
Kolejną sprawą był fakt, że to drużyna z wschodniej części Edynburga – The Hibees ustępowała swojemu lokalnemu rywalowi pod względem sukcesów piłkarskich. Hearts zdobyli cztery razy mistrzostwo Szkocji, czterokrotnie Puchar Ligi Szkockiej oraz sześciokrotnie wygrywali Puchar Szkocji. Hibernian wywalczył natomiast czterokrotnie mistrzostwo Szkocji, trzykrotnie Puchary Ligi oraz dwukrotnie Puchar Szkocji.

## Historia derbów

### Pierwszy mecz

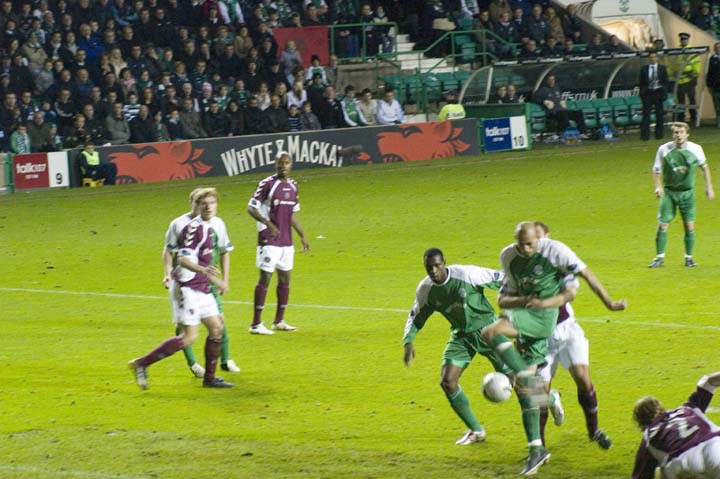
Mecz derbowy: Heart of Midlothian F.C. – Hibernian F.C.

Pierwszy mecz pomiędzy Hibernianem a Hearts odbył się w 25 grudnia 1875 roku w parku The Meadows. Drużyna Hearts wygrała to spotkanie 1:0, rozpoczynając długą tradycję pojedynków derbowych.

### Mecze w lidze szkockiej[2]
Jednym z najważniejszych wykładników świadczących o potędze czy sile jest miejsce zajmowane w rozgrywkach ligowych. Hearts 54 razy zajmowali miejsce od 1 do 5 w lidze, natomiast ich rywale – The Hibees 34-krotnie.

### Mecze w Pucharze Szkocji
Jedyny mecz derbów w finale Pucharu Szkocji odbył się w zachodniej dzielnicy Edynburga. Hearts pokonali Hibernian 3:1.
Najwyższe zwycięstwo w Pucharze odniosła także ekipa Hearts. 5 lutego 1955 roku rozgromili oni Hibernian 5:0.

### Mecze w Pucharze Ligi
Najwyższy wynik w tej klasie rozgrywek to 6:1 dla Hearts. Miało to miejsce 11 sierpnia 1956 roku.
- Zwycięstwa Hearts: 4
- Remisy: 0
- Zwycięstwa Hibernian: 0

## Wszystkie mecze
stan na 28 lutego 2024
| Mecze | Zwycięstwa Hearts | Remisy | Zwycięstwa Hibernian |
| ----- | ----------------- | ------ | -------------------- |
| 339   | 149               | 102    | 89                   |

## Ciekawostki
- Najwyższe zwycięstwo Hearts: 10:2[3]
- Najwyższe zwycięstwo Hibernian: 7:0 (1 stycznia 1972)[4]
- Najwyższa frekwencja kibiców w derbach: 65 860 (Easter Road Stadium, 2 stycznia 1950)[5]